# Edson Dias Ferreira
Edson Dias Ferreira ou apenas Edson Ferreira, foi um advogado, servidor público e político brasileiro, outrora deputado federal pelo Piauí.

## Dados biográficos
Advogado formado pela Faculdade de Direito do Piauí em 1938, foi consultor jurídico da prefeitura de São Raimundo Nonato, promotor de justiça no respectivo município e procurador do Departamento Nacional de Estradas de Rodagem. Filiado ao PSD, elegeu-se deputado estadual em 1947, 1950 e 1954, alcançando uma suplência de deputado federal em 1958. Secretário de Fazenda no governo Chagas Rodrigues, migrou para o PTB, repetindo a suplência de deputado federal em 1962, sendo convocado a exercer o mandato.
Vitorioso o Regime Militar de 1964, elegeu-se deputado estadual pelo MDB em 1966, mas ao trocar seu partido pela ARENA, caiu para a nona suplência em 1970.